# 月下の恋歌 笑傲江湖
『月下の恋歌 笑傲江湖』（げっかのこいうた しょうごうこうこ、原題：笑傲江湖）は、2013年の中国のテレビドラマ。全42話。主演は霍建華（ウォレス・フォ）、陳喬恩（ジョー・チェン）、袁姍姍（ユエン・シャンシャン）、陳暁（チェン・シャオ）、楊蓉（ヤン・ロン）。武侠小説家の金庸『秘曲 笑傲江湖』の改編作品。

## 登場人物

### 主要人物
令狐冲/楊蓮亭
演 - 霍建華（ウォレス・フォ）

東方不敗
演 - 陳喬恩（ジョー・チェン）

任盈盈/雪心
演 - 袁姍姍（ユエン・シャンシャン）

林平之/渡元
演 - 陳暁（チェン・シャオ）

岳霊珊
演 - 楊蓉（ヤン・ロン）

### 華山派
岳不群
演 - 黄文豪（ウォン・マンフウ）

寧中則
演 - 楊明娜（ヤン・ミンナー）

岳不群の師傅
演 - 王崗

風清揚
演 - 梁家仁（レオン・カーヤン）

陸大有
演 - 張倬聞

労徳諾
演 - 程誠

封不平
演 - 王凱

成不憂
演 - 廖希

岳粛
演 - 龔思楽

蔡子峰
演 - 石天碩

### 日月神教
任我行
演 - 黒子（ヘイズー）

平一指
演 - 王仁君

向問天
演 - 孫彬皓

孤桐
演 - 郭冬冬

童百熊
演 - 莫美林

上官雲
演 - 魏子千

柏英
演 - 王双

曲洋
演 - 宗峰岩（ゾン・フォンイェン）

玉娘
演 - 海陸（ハイ・ルー）

賈布
演 - 張科研

### 恒山派
儀琳
演 - 鄧莎（ダン・シャー）

定逸
演 - 何佳怡（ハー・ジアイー）

儀玉
演 - 包文婧（バオ・ウォンジン）

定静
演 - 邵敏

### 嵩山派
左冷禅
演 - 胡東（フー・ドン）

孫剣通
演 - 魏千翔

丁勉
演 - 郭偉

陸柏
演 - 王錚

費彬
演 - 曹楠

### 青城派
余滄海
演 - 李耀敬

余人彦
演 - 錢泳辰

于人豪
演 - 李瑞超

賈人達
演 - 張天其

羅人傑
演 - 何欣

### その他
田伯光
演 - 韓棟（ハン・ドン）

丹青生
演 - 任泉（レン・チュアン）

黄鍾公
演 - 王建新

黒白子
演 - 趙亮（ジャオ・リャン）

禿筆翁
演 - 包貝爾（バオ・ベイアル）

藍鳳凰
演 - 呂佳容

計無施
演 - 張天陽

老頭子
演 - 謝寧

祖千秋
演 - 沈保平

方證大師
演 - 張衡平

方生
演 - 白海龍

木高峰
演 - 張春仲

莫大
演 - 張昊翔

天門
演 - 常晟

米為義
演 - 朱栄栄

唖婆婆
演 - 童彤

黒豹
演 - 王沢霖

阿鄭
演 - 柴格

阿史
演 - 張磊

玉磬子
演 - 楊耀天

玉璣子
演 - 郭強

青海一梟
演 - 劉碩

黒熊
演 - 張稷軒

白熊
演 - 苗洛依

王妃
演 - 官鑫

易師爺
演 - 辜徳超

丁監
演 - 尹鍵

紅葉
演 - 潘海臣

老不死
演 - 張雪迎

緑竹翁
演 - 張衛健（ディッキー・チョン）

花花
演 - 張茜

林震南
演 - 寇振海

林震南の妻
演 - 白珊

劉正風
演 - 霍政諺

独孤求敗
演 - 黄海冰

劉正風の妻
演 - 周牧茵

王元覇
演 - 周紹棟

王伯奮
演 - 趙俊龍

劉芹
演 - 小帥
劉正風の息子
司馬大
演 - 葉琪山

儀琳の父
演 - 卓凡

儀琳の母
演 - 李莉

斉堂主
演 - 居来

剣客
演 - 康傑

美女
演 - 殷瑩瑩

## 挿入歌
| #  | タイトル                 | 作詞       | 作曲 | 歌手         |
| -- | ------------------------ | ---------- | ---- | ------------ |
| 1. | 「逍遥」(オープニング曲) | 于正       | 譚旋 | 霍建華       |
| 2. | 「愛我」(エンディング曲) | 于正       | 譚旋 | 蒲提、袁姍姍 |
| 3. | 「覚悟」(挿入歌)         | 于正       | 譚旋 | 袁姍姍       |
| 4. | 「了結」(挿入歌)         | 高静、董貞 | 董貞 | 董貞         |
| 5. | 「笑傲江湖」(挿入弦楽)   |            |      | 古箏、簫     |